# Distretto di Yıldızeli
Il distretto di Yıldızeli (in turco Yıldızeli ilçesi) è uno dei distretti della provincia di Sivas, in Turchia.